# William Sørensen
William Emil Sørensen, född den 9 april 1848 i Hyllested på Jylland, död den 29 juni 1916 i Köpenhamn, var en dansk zoolog. 
Sørensen blev 1866 student och tog 1872 magisterkonferens samt 1884 doktorsgraden. Åren 1876–1879 idkade han lärda studier i Sydamerika, men hade senare sitt uppehälle som lärare vid privata skolor i Köpenhamn. År 1891 blev han ledamot av Videnskabernes Selskab. Han ägnade sig företrädesvis åt studiet av spindeldjuren (Arachnoidea) och författade flera lärda avhandlingar härom (On two orders of Arachnida, 1904), men dessutom Om Lydorganer hos Fiske (1884) och Om Forbeninger i Svømmeblæren (1890). Sedermera riktade han mycket bittra angrepp mot Steenstrup för att hävda, att Worsaae hade äran av att ha upptäckt "køkkenmøddingerne" (1899), liksom mot professorerna Warming och Boas i Fromme Sjæles gode Gjerninger. Videnskabelige Converteringer (1907).